# میکا کریستنسون
میکا ماکاتاتائوکالانیا کریستنسون (langen|Micah MakatataikalaniaChristenson}}؛ زادهٔ ۸ مهٔ ۱۹۹۳) یک بازیکن والیبال اهل آمریکا؛ عضو تیم ملی والیبال ایالات متحده آمریکا و باشگاه زنیت کازان است. میکا در سال ۲۰۱۶ عملکرد موفقی داشت به همراه دیگر بازیکنان تیم ملی آمریکا به مدال برنز المپیک ریو دست یافت.
میکا کریستینسون در ۲۹ آگست سال ۲۰۱۶ ازدواج کرد و در حال حاضر دارای ۳ فرزند می‌باشد که دو پسر هستند و یک دختر در بهار ۲۰۲۳ بدنیا خواهد آمد. وی در خانواده ای کاملاً ورزشی رشد کرده‌است، مادرش در رشته والیبال و پدرش در رشته بسکتبال فعالیت داشته‌است. میکا در حال حاضر یکی از بهترین پاسورهای جهان است.